# Laxoplumeria
Laxoplumeria är ett släkte av oleanderväxter. Laxoplumeria ingår i familjen oleanderväxter.
Kladogram enligt Catalogue of Life:
| Laxoplumeria | \| \| Laxoplumeria baehniana \| \| \| \| \| \| Laxoplumeria macrophylla \| \| \| \| \| \| Laxoplumeria tessmannii \| \| \| \| |
|              | \| \| Laxoplumeria baehniana \| \| \| \| \| \| Laxoplumeria macrophylla \| \| \| \| \| \| Laxoplumeria tessmannii \| \| \| \| |
|              | Laxoplumeria baehniana |
|              | |
|              | Laxoplumeria macrophylla |
|              | |
|              | Laxoplumeria tessmannii |
|              | |